# Grzegorz Proksa
Grzegorz Proksa (* 23. November 1984 in Mysłowice, Polen) ist ein Boxtrainer der polnischen Nationalmannschaft und ehemaliger Profiboxer. Er war zweimaliger Europameister der EBU im Mittelgewicht. 

## Amateurkarriere
Proksa begann 1999 mit dem Boxsport und gewann noch im selben Jahr das nationale Turnier Dni Rudy Śląskiej (Gewichtsklasse 51 kg). 2000 gewann er die Turniere Czarne Diamenty und Ciupagę Góralską (beide in der Gk. 60 kg). 2001 wurde er Polnischer Juniorenmeister im Leichtgewicht und gewann erneut das Turnier Czarne Diamenty.
Im Jahr 2002 nahm er am Julius Torma Turnier teil. Dabei handelt es sich um ein internationales Junioren-Turnier, das jährlich in der tschechischen Hauptstadt Prag ausgetragen wird. Dort besiegte er im Finale des Halbweltergewichts den tschechischen Lokalmatadoren Pavel Dočkal und gewann die Goldmedaille. 2002 wurde er zudem Polnischer Vizemeister der Junioren im Halbweltergewicht. Im Oktober 2003 startete er beim ebenfalls in Tschechien ausgetragenen Václav Procházka Turnier und gewann die Silbermedaille im Halbweltergewicht. Er unterlag dabei im Finale dem Russischen Vizemeister Ajdin Gasanow nach Punkten.
Ebenfalls 2003, wurde er Polnischer Juniorenmeister und gewann die Silbermedaille bei der U-19 Europameisterschaft in Warschau. Beide Erfolge erzielte er im Halbweltergewicht. 2004 wurde er Polnischer Meister im Weltergewicht und wechselte Anfang 2005 ins Profilager.
Laut seiner Homepage beläuft sich seine Amateurbilanz auf 130 Siege, zehn Niederlagen und drei Unentschieden.

## Profikarriere
Seinen ersten Profiboxkampf bestritt er am 5. März 2005 in Las Vegas gegen den US-Amerikaner Adam Capo und gewann durch t.K.o. in der ersten Runde. Nach vier weiteren Siegen gewann er durch t.K.o. in Runde 7 gegen den ungeschlagenen Belgier Kenneth Van Eesvelde, die Junioren-Weltmeistertitel der WBC und IBF im Mittelgewicht. Diese verteidigte er gegen Ignacio Fraga und Vitalie Mirza. Zudem besiegte er in Nichttitelkämpfen drei weitere Gegner, darunter den ehemaligen IBO-Weltmeister Steve Conway.
Am 12. Oktober 2007 besiegte er Gotthard Hinteregger durch technischen K. o. in der zweiten Runde. Nach sieben weiteren Siegen boxte er am 12. Februar 2010 um die EU-Meisterschaft der EBU. Dabei besiegte er seinen britischen Kontrahenten Tyan Booth durch technischen K. o. in Runde fünf. Proksa hatte so seinen 20. Sieg im 20. Kampf gefeiert, davon das 13. Mal vorzeitig. Dabei boxte er 15 mal gegen Gegner mit positiver Kampfbilanz.
Nach fünf weiteren K.-o.-Siegen in Folge erwarb er sich das Recht, um den vakanten Europameistertitel der EBU im Mittelgewicht zu boxen. Als Gegner wurde der ehemalige IBF-Weltmeister Sebastian Sylvester (34-4-1) bestimmt, der seinen WM-Titel fünf Monate zuvor knapp nach Punkten an Daniel Geale verloren hatte. Am 1. Oktober 2011 deklassierte Proksa seinen Gegner vollständig und gewann vorzeitig, da der stark gezeichnete Sylvester nach der dritten Runde nicht mehr aus seiner Ecke kam und der Kampf daher zugunsten Proksas beendet wurde. Schon in seiner ersten Titelverteidigung verlor er den Titel gegen den Briten Kerry Hope am 17. März 2012 in Sheffield nach einer umstrittenen Punkteniederlage. Proksa hatte sich in dem Kampf bereits in der zweiten Runde infolge eines Kopfstoßes eine stark blutende Platzwunde über den linken Auge zugezogen.
Am 7. Juli 2012 gewann er den Rückkampf gegen Hope durch t.K.o. in der achten Runde und erhielt somit den EBU-Titel zurück. Am 1. September 2012 kämpfte er in New York gegen Gennadi Golowkin um die Weltmeistertitel der WBA und IBO, unterlag dabei jedoch durch t.K.o. in Runde 5. Im Juni 2013 unterlag er zudem nach Punkten gegen Sergio Mora. Im November 2014 folgte eine vorzeitige Niederlage gegen Maciej Sulęcki.

## Nach dem Boxen
Proksa war nach seiner Boxkarriere zunächst Fernsehexperte und Sportdirektor von GKS Katowice. Von September 2020 bis August 2021 war er Vorstandsmitglied des Polnischen Boxverbandes und übernahm am 31. Dezember 2023 als Nachfolger von Wojciech Bartnik den Trainerposten der A-Nationalmannschaft der Männer.